# Чемпіонат СРСР з мотоболу
Чемпіонат СРСР — щорічні змагання мотобольних клубів Радянського Союзу. Проходили з 1964 по 1991 рік.

## Призери
| Рік  | Золото                  | Срібло                     | Бронза                       |
| 1964 | «Комета» (Еліста)       | РАМК (Алма-Ата)            | СКА (Новосибірськ)           |
| 1965 | «Комета» (Еліста)       | «Домбай» (Черкеськ)        | СКА (Новосибірськ)           |
| 1966 | «Домбай» (Черкеськ)     | «Комета» (Еліста)          | СКА (Новосибірськ)           |
| 1967 | «Домбай» (Черкеськ)     | «Комета» (Еліста)          | СКА (Новосибірськ)           |
| 1968 | «Домбай» (Черкеськ)     | «Комета» (Еліста)          | «Норд» (Баку)                |
| 1969 | «Домбай» (Черкеськ)     | «Комета» (Еліста)          | «Кавказ» (Невинномиськ)      |
| 1970 | «Комета» (Еліста)       | «Блискавка» (Зеленокумськ) | «Домбай» (Черкеськ)          |
| 1971 | «Комета» (Еліста)       | «Кавказ» (Невинномиськ)    | «Блискавка» (Зеленокумськ)   |
| 1972 | «Комета» (Еліста)       | «Кавказ» (Невинномиськ)    | «Вимпел» (Полтава)           |
| 1973 | «Вимпел» (Полтава)      | «Автомобіліст» (Еліста)    | «Адажі» (Рига)               |
| 1974 | «Автомобіліст» (Еліста) | «Вимпел» (Полтава)         | «Восход» (Вознесенськ)       |
| 1975 | «Автомобіліст» (Еліста) | «Восход» (Вознесенськ)     | «Вимпел» (Полтава)           |
| 1976 | «Автомобіліст» (Еліста) | «Блискавка» (Зеленокумськ) | «Восход» (Вознесенськ)       |
| 1977 | «Автомобіліст» (Еліста) | «Адажі» (Рига)             | «Блискавка» (Зеленокумськ)   |
| 1978 | «Автомобіліст» (Еліста) | «Восход» (Вознесенськ)     | «Адажі» (Рига)               |
| 1979 | «Металург» (Видне)      | «Автомобіліст» (Еліста)    | «Вимпел» (Полтава)           |
| 1980 | «Металург» (Видне)      | «Автомобіліст» (Еліста)    | «Ковровець» (Ковров)         |
| 1981 | «Металург» (Видне)      | «Ковровець» (Ковров)       | «Автомобіліст» (Еліста)      |
| 1982 | «Ковровець» (Ковров)    | «Металург» (Видне)         | «Автомобіліст» (Еліста)      |
| 1983 | «Металург» (Видне)      | «Ковровець» (Ковров)       | «Вимпел» (Полтава)           |
| 1984 | «Ковровець» (Ковров)    | «Металург» (Видне)         | «Вимпел» (Полтава)           |
| 1985 | «Металург» (Видне)      | «Ковровець» (Ковров)       | «Вимпел» (Полтава)           |
| 1986 | «Ковровець» (Ковров)    | «Металург» (Видне)         | «Жямуктехніка» (Кретинга)    |
| 1987 | «Металург» (Видне)      | «Ковровець» (Ковров)       | «Вимпел» (Полтава)           |
| 1988 | «Ковровець» (Ковров)    | «Металург» (Видне)         | «Швитуріс» (Кретинга)        |
| 1989 | «Металург» (Видне)      | «Ковровець» (Ковров)       | «Локомотив» (Тихорецьк)      |
| 1990 | «Ковровець» (Ковров)    | «Локомотив» (Тихорецьк)    | «Кіровець» (Красноармійська) |
| 1991 | «Металург» (Видне)      | «Ковровець» (Ковров)       | «Локомотив» (Тихорецьк)      |

## Сумарні показники
| №  | Клуб                        | Місто                                |    |   |   |
| -- | --------------------------- | ------------------------------------ | -- | - | - |
| 1  | «Автомобіліст» («Комета»)   | Еліста, Калмицька АРСР               | 10 | 7 | 2 |
| 2  | «Металург»                  | Видне, Московська область            | 8  | 4 |   |
| 3  | «Ковровець»                 | Ковров, Владимирська область         | 5  | 6 | 1 |
| 4  | «Домбай»                    | Черкеськ, Карачаєво-Черкеська АО     | 4  | 1 | 1 |
| 5  | «Вимпел»                    | Полтава                              | 1  | 1 | 7 |
| 6  | «Блискавка»                 | Зеленокумськ, Ставропольський край   |    | 2 | 2 |
|    | «Восход»                    | Вознесенськ, Миколаївська область    |    | 2 | 2 |
| 8  | «Кавказ»                    | Невинномиськ, Ставропольський край   |    | 2 | 1 |
| 9  | «Адажі»                     | Рига                                 |    | 1 | 2 |
|    | «Локомотив»                 | Тихорецьк, Краснодарський край       |    | 1 | 2 |
| 11 | РАМК                        | Алма-Ата                             |    | 1 |   |
| 12 | СКА                         | Новосибірськ                         |    |   | 4 |
| 13 | «Швитуріс» («Жямуктехніка») | Кретинга, Литовська РСР              |    |   | 2 |
| 14 | «Норд»                      | Баку                                 |    |   | 1 |
| 15 | «Кіровець»                  | Красноармійська, Краснодарський край |    |   | 1 |

## Бомбардири
| Рік  | Гравець            | Голи | Клуб                    |
| 1964 |                    |      |                         |
| 1965 | Віктор Кондратенко | 16   | «Комета»                |
| 1966 | Віктор Кондратенко | 40   | «Комета»                |
| 1967 | Борис Денишев      | 26   | «Домбай»                |
| 1968 |                    |      |                         |
| 1969 | Валерій Кудінов    | 42   | «Блискавка»             |
| 1970 | Василь Зубов       | 25   | «Кавказ»                |
| 1971 | Микола Молчанов    | 30   | «Кавказ»                |
|      | Валерій Кудінов    | 30   | «Блискавка»             |
| 1972 | Микола Молчанов    | 34   | «Кавказ»                |
|      | Валерій Кудінов    | 34   | «Вимпел» (Полтава)      |
| 1973 | Валерій Кудінов    | 73   | «Вимпел» (Полтава)      |
| 1974 | Віктор Гусаренко   | 29   | «Восход» (Вознесенськ)  |
| 1974 | Анатолій Бєлоусов  | 29   | «Кавказ»                |
| 1975 |                    |      |                         |
| 1976 | Юрій Сєдих         | 26   | «Блискавка»             |
| 1977 | Яніс Зале          | 24   | «Адажі»                 |
| 1978 |                    |      |                         |
| 1979 | Сергій Часовських  | 33   | «Металург» (Видне)      |
| 1980 |                    |      |                         |
| 1981 | Олександр Царьов   | 41   | «Ковровець»             |
| 1982 | Сергій Часовських  | 34   | «Металург» (Видне)      |
| 1983 | Олександр Царьов   | 35   | «Ковровець»             |
| 1984 | Олександр Царьов   | 29   | «Ковровець»             |
| 1985 | Сергій Часовських  | 36   | «Металург» (Видне)      |
| 1986 | Олександр Царьов   | 44   | «Ковровець»             |
| 1987 | Олександр Царьов   | 32   | «Ковровець»             |
| 1988 | Олександр Царьов   | 40   | «Ковровець»             |
| 1989 | Олександр Царьов   | 44   | «Ковровець»             |
| 1990 | Олександр Царьов   | 41   | «Ковровець»             |
| 1991 | Андрій Павлов      | 30   | «Локомотив» (Тихорецьк) |